# Trokoid

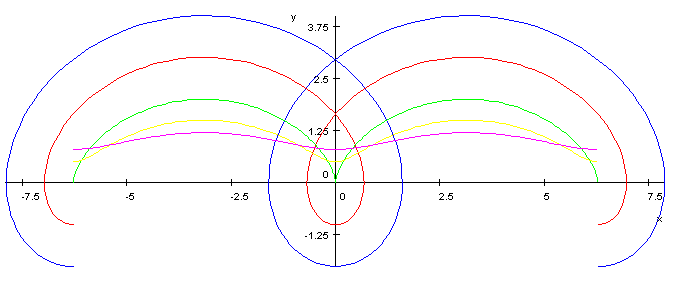
Trochoider

trokoid, en kurva som beskrivs av en punkt på en radie eller dess förlängning då en cirkel rullar på en rät linje. Trokoiden har ekvationen.
{\displaystyle \left\{{\begin{matrix}x=&av-b\sin v\\y=&a-b\cos v\end{matrix}}\right.}
där a är cirkelns radie och b punktens avstånd från medelpunkten. Om a = b övergår kurvan i en cykloid.